# コーフィールド競馬場
コーフィールド競馬場(Caulfield Racecourse)は、オーストラリアビクトリア州メルボルン郊外コーフィールドにある競馬場。所有・運営はメルボルンレーシングクラブ(MRC)。"The Heath"（荒れ地）という別名でも呼ばれる。

## 概要
1859年に開設された競馬場で、当時の競馬場周囲が湿地や荒れ地であったことに由来して、現在でも"The Heath"という愛称で親しまれている。1879年から創設されたコーフィールドカップをはじめ、グループ1競走を多数開催している。
2006年よりフューチュリティステークスの距離を改定してアジアマイルチャレンジに参加、シリーズの第1戦として位置づけられている（2011年を最後に休止）。

## コース
五角形のコースで、1周は2,080メートル、直線は367メートル。全て左回りの芝コースとなっている。内周には障害競走用のコースも設置されている。
1996年の改装工事時に2,000メートル戦用の新たな外回りコースが造られている。

## 主な競走
| グループ | 競走名                             | 馬齢  | 性別 | 斤量   | 距離(m) | 開催時期 |
| 1        | CFオーアステークス                 | Open  | Open | 馬齢   | 1400    | 2月      |
| 1        | オークレイプレート                 | Open  | Open | ハンデ | 1100    | 2月      |
| 1        | ブルーダイヤモンドステークス       | 2歳   | Open | 定量   | 1200    | 2月      |
| 1        | フューチュリティステークス         | Open  | Open | 馬齢   | 1400    | 2月      |
| 1        | ジ・オールスターマイル（持ち回り） | 3歳上 | Open | 定量   | 1600    | 3月      |
| 1        | メムジーステークス                 | 3歳上 | Open | 馬齢   | 1400    | 8月      |
| 1        | インヴィテーションステークス       | Open  | Open | ハンデ | 1400    | 9月      |
| 1        | アンダーウッドステークス           | 3歳上 | Open | 馬齢   | 1800    | 9月      |
| 1        | コーフィールドギニー               | 3歳   | Open | 定量   | 1600    | 10月     |
| 1        | マイトアンドパワーステークス       | 3歳上 | Open | 馬齢   | 2000    | 10月     |
| 1        | 1000ギニー (オーストラリア)        | 3歳   | 牝馬 | 定量   | 1600    | 10月     |
| 1        | トゥーラックハンデキャップ         | Open  | Open | ハンデ | 1600    | 10月     |
| 1        | コーフィールドカップ               | Open  | Open | ハンデ | 2400    | 10月     |